# Otto Kolleritsch
Otto Kolleritsch (* 17. März 1934 in Brunnsee, Südsteiermark; † 21. April 2023 in Graz) war ein österreichischer Musikwissenschaftler und emeritierter Professor an der Universität für Musik und darstellende Kunst Graz, deren langjähriger Rektor er war.

## Biografie
Otto Kolleritsch, der jüngere Bruder des Schriftstellers, Lyrikers und Philosophen Alfred Kolleritsch, wuchs in Brunnsee als Sohn des Forstverwalters der Herrschaft Brunnsee auf und absolvierte in Graz das Gymnasium. Er studierte am Landeskonservatorium in Graz Klavier und Musiktheorie sowie an der Karl-Franzens-Universität Philosophie und Musikwissenschaften. 1968 wurde er mit der Dissertation Zum Begriff der deutschen Lebensbürgerlichkeit bei Thomas Mann: Versuch einer philosophischen Begründung soziologischer Untersuchungen promoviert.
1970 übernahm er die Leitung des von Harald Kaufmann gegründeten „Instituts für Wertungsforschung“ (heute Institut für Musikästhetik) der Kunstuniversität Graz (KUG), das er bis 2002 leitete. Sein Nachfolger ist Andreas Dorschel. Außerdem war Kolleritsch von 1970 bis 2002 wissenschaftlicher Leiter der seit 1970 jährlich stattfindenden Musiksymposien im Programm des Festivals zeitgenössischer Musik „Steirischer Herbst“ und wirkte bis zum Jahre 2003 als Herausgeber und Mitautor der Publikationsreihe Studien zur Wertungsforschung. Seine wissenschaftlichen Arbeiten umfassen die Gebiete der Musikästhetik und Musiksoziologie sowie Probleme der Rezeptionsforschung der Musik.
Ab 1979 war er Rektor der KUG, 1987 folgte ihm Sebastian Benda nach. Ab 1991 war er erneut Rektor der KUG, 2007 folgte ihm Georg Schulz in dieser Funktion nach. Kolleritsch war damit der am längsten amtierende Rektor Österreichs.
Als Vorsitzender des Kunsthochschulausschusses der Österreichischen Rektorenkonferenz und einer der Vizepräsidenten der gesamtösterreichischen Rektorenkonferenz hat Kolleritsch an der Entwicklung der Organisations- und Studiengesetze zur Kunstuniversität Graz mitgewirkt.

## Auszeichnungen
- Ehrenzeichen der Landeshauptstadt Graz in Gold
- 1999: Hanns-Koren-Kulturpreis des Landes Steiermark
- 1999: Ehrendoktor der Musikakademie Gheorghe Dima
- 2000: Großer Josef-Krainer-Preis
- Ehrenmitgliedschaft der Kunstuniversität Graz
- 2004: Großes Goldenes Ehrenzeichen für Verdienste um die Republik Österreich[4]
- 2004: Österreichisches Ehrenkreuz für Wissenschaft und Kunst I. Klasse[6]
- 2007: Bürger der Stadt Graz[7]
- 2008: Großes Goldenes Ehrenzeichen des Landes Steiermark mit dem Stern[4]

## Schriften
- als Herausgeber: Studien zur Wertungsforschung. UE, Graz 1970–2002.
- Hier wird's Ereignis. Kritische Ästhetik zwischen künstlerischer Praxis und Forschung mit der Kunst. Zur Universität für Musik und darstellende Kunst in Österreich. Leykam, Graz 2014, ISBN 978-3-7011-0302-7.